# Association bretonne (1843)
Pour les articles homonymes, voir Association bretonne.
L’Association bretonne est une société savante créée en Bretagne en 1843, rassemblant à la fois des promoteurs du progrès dans l'agriculture, comme Théophile de Pompéry, et des passionnés d'archéologie et d'histoire. Ses travaux ont contribué au progrès de l'agriculture en Bretagne au XIXe siècle.

## Histoire
L'Association bretonne est fondée à Vannes en 1843 par Jules Rieffel et Armand du Châtellier. Dissoute en 1859 par décision impériale ; elle a repris vie en 1873, et n'a jamais cessé ses activités depuis. L'Association bretonne est historiquement de tradition chrétienne.

## Objectifs
L'Association bretonne a pour objectif principal l'étude de la Bretagne en vue d'accroître le rayonnement de sa culture et le développement de son économie.  Elle porte son intérêt autant sur le passé que sur l'avenir, en accompagnant la période actuelle. Elle ne veut donc ignorer aucun des aspects de la vie socio-culturelle actuelle de la Bretagne.

## Personnalités
Parmi ces personnalités nous pouvons citer : 
- Auguste Brizeux ;
- Achile Chaper[4]
- Théodore de La Villemarqué ;
- Régis Marie Joseph de l'Estourbeillon de la Garnache
- Arthur de La Borderie ;
- Louis Tiercelin
- Anatole Lebras dit Le Braz ;
- Théodore Botrel
- François Jaffrennou, dit barde Taldir ab Hernin
- Joseph Louis Antoine Marie Parquer, dit Jos Parker
- Joseph Loth ;
- Vincent Audren de Kerdrel ;
- le barde  Abhervé ;
- René Kerviler ;
- Joseph-Guy Ropartz ;
- Michel du Halgouët ;
- François Vallée ;
- Charles de Lorgeril ;
- Charles de La Lande de Calan
- Pierre Vallerie
- Pierre Lemoine